# Strephonota agrippa
Strephonota agrippa is een vlinder uit de familie van de Lycaenidae. De wetenschappelijke naam van de soort werd als Hesperia agrippa in 1793 gepubliceerd door Johann Christian Fabricius. De soort is bekend van Brazilië, Venezuela en Ecuador.

## Synoniemen
- Thecla zigira Hewitson, 1869